# 三星宗雄
三星 宗雄（みつぼし むねお、1950年 - ）は、日本の心理学者。神奈川大学人間科学部人間科学科教授。専門は色彩心理学、環境色彩学、実験心理学。色彩倫理学の提案者。
研究分野として、自然界における色の分布、熱帯アマゾンの色彩に関する研究、スポーツにおける色の機能、カラーコーディネーションの研究などを行っている

## 略歴
- 1950年：福島県会津若松市出身
- 1974年：千葉大学人文学部人文学科心理学専攻
- 1977年：東京大学大学院人文科学研究科心理学専攻修士課程
- 1981年：同大学大学院人文科学研究科心理学専攻博士課程
- 1986年：ミシガン大学Department of Ophthalmology研究助手
- 1987年：神奈川大学外国語学部専任講師
- 1989年：同大学外国語学部助教授
- 1995年：同大学外国語学部教授
- 2007年：同大学人間科学部教授[3]

## 著書
- 『環境色彩学の基礎』(2006年)
- 『色の心理学』(2008年)
- 『世界の色の記号:自然・言語・文化の諸相』(2011年）
- 『色彩の快:その心理と倫理』(2014年)